# Гайвер (фільм)
«Гайвер» (англ. Guyver) — американо-японський фантастичний бойовик 1991 року. Екранізація манги Guyver: The Bioboosted Armor Йосікі Такая. Було знято продовження Гайвер 2: Темний герой в 1994 році.

## Сюжет
Інопланетяни прибули на Землю, щоб створити нову органічну зброю — людський розум. Вони імплантують в людський мозок додатковий ген, який перетворює людей на непереможних монстрів. Тільки альтернативна зброя — «Гайвер» може протистояти поневоленню. «Гайвер» являє собою біокостюм, який стократно збільшує прудкість і силу носія. Випадковим володарем «Гайвера» стає звичайний студент, що вивчає карате.

## У ролях
- Марк Хемілл — Макс Рід
- Джіммі Волкер — Страйкер
- Грег Йюнг Пайк — доктор Тетсу Сегава
- Пітер Спеллос — Ремсі
- Майкл Берріман — Ліскер
- Спайс Вільямс — Вебер
- Джек Армстронг — Шон Баркер / «Гайвер»
- Джонні Сайко — Крейг
- Вівіан Ву — Майзкі Сегава
- Дебора Горман — містер Дженсон
- Денні Гібсон — помічник інструктора айкідо
- Віллард Е. Паг — полковник Кастл
- Девід Гейл — Фултон Балчус
- Тед Сміт — Ронні
- Даг Сімпсон — Квінтон
- Брайан Сімпсон — гангстер 3
- Денніс Мадалон — гангстер 4
- Лінні Куіглі — королева
- Майкл Дік — директор
- Джеффрі Комбс — доктор Іст
- Девід Веллс — доктор Гордон
- Джей Келлі — вчений
- Джек Бейкер — убивця (в титрах не вказаний)
- Томас С. Рейнон — (в титрах не вказаний)

## Цікаві факти
- Джеффрі Комбс який грав доктра Веста у фільмі «Реаніматор» (1985), тут відіграє персонаж під ім'ям «доктор Іст». Його боса тут грає актор Девід Гейл, який також грав лиходія в «Реаніматорі».
- У фільмі використовується близько 50 різних ефектів для створення монстрів.